# Голени 1
Голени́ 1 (бел. Галяні 1) — деревня в составе Подгорьевского сельсовета Могилёвского района Могилёвской области Беларуси.

## Географическое положение
Ближайшие населённые пункты: Голени 2, Петровичи.

## История
Упоминаются в 1605 году как деревня Голеневичи в составе Могилевской волости в Оршанском повете ВКЛ.
В 1619 году попу новопостроенной церкви в Голенях Федору Левоновичу королём Жигимонтом ІІІ по ходатайству могилевского старосты канцлера Льва Сапеги утвержден привилей на 4 волоки земли. В то время Голени — село в Горбовичской волости Могилевской экономии.

## Население
- 1999 год — 49 человек
- 2010 год — 28 человек

## Достопримечательность
- Свято-Успенская церковь (1903) —  Историко-культурная ценность Республики Беларусь, шифр 513Г000490